# Козлов, Николай Семёнович
Никола́й Семёнович Козло́в (17 мая 1907, Тверь — 4 апреля 1993) — советский учёный-химик, доктор химических наук, автор научных работ, посвящённых органическому катализу. Получил около 200 авторских свидетельств на изобретения. Профессор и зав. кафедрой химии Пермского пединститута (1946—1967), зав. каф. химии Пермского сельхозинститута (1956—1967), профессор Пермского университета (1950—1956). Заслуженный деятель науки и техники РСФСР (1965), лауреат Государственной премии БССР, член Академии наук БССР (1966), глава Института физико-органической химии АН БССР (с 1967).

## Биография
Н. С. Козлов родился 17 мая 1907 г. в Твери в семье рабочих фабрики «Пролетарка». Окончил начальную и среднюю школу (1923), естественное отделение Тверского пединститута (1928). Работал преподавателем аналитической и неорганической химии (1928—1930).
Окончил аспирантуру Московского университета по специальности «Органическая химия — органический катализ» под руководством академика Н. Д. Зелинского и работал у него в МГУ ст. научным сотрудником.
Будучи аспирантом, работал на биологическом факультете МГУ под руководством профессора А. Н. Реформатского, в 1931—1933 гг. читал самостоятельный доцентский курс на физико-математическом факультете МГУ. Кандидат химических наук с 1932 г., стал лауреатом премии на Всесоюзном конкурсе молодых ученых (1932).
В июне 1933 г. ЦК ВКП(б) командировал Козлова в Минск (он член ВКП(б) с 1929 г.), где он был назначен директором института химии АН БССР, создал и руководил лабораторией органического катализа.
После утверждения ГУСом в ученом звании профессора (1933) работал в качестве профессора и зав. кафедрой органической химии в Белорусском медицинском институте, затем в Белорусском университете (1934—1938).
В июне 1935 г. Президиум АН БССР присвоил Козлову ученую степень доктора химических наук. В 1936 г. он стал организатором и первым председателем Белорусского отделения Всесоюзного химического общества им. Д. И. Менделеева и председателем научно-технического общества БССР.
В июле 1938 г. Козлов был арестован НКВД БССР и по обвинению в принадлежности к антисоветской организации репрессирован (до 1943 г.). С июля 1943 г. работал в Ухте (Коми АССР) по вольному найму в качестве инженера-химика на комбинате НКВД, а в 1945/46 учебном году — преподавателем химии Ухтинского горного техникума. Продолжая там исследовательскую работу, Козлов сделал ряд ценных рацпредложений по химической переработке нефти и органическому катализу; предложил результаты своих научных исследований, начатых еще в НИИ, по химическому составу горных пород, термическим методам обработки нефтяной породы с целью увеличения нефтеотдачи, а также способу извлечения радия из шахтных вод.
С 1 сентября 1946 г. до 1967 г. Козлов — профессор и зав. кафедрой химии Пермского пединститута, одновременно заведовал кафедрой химии Пермского сельхозинститута (1956—1967), был членом и председателем правления Пермской областной организации общества «Знание» (1951—1967), делегатом XXIII съезда КПСС от Перми (1966).
Во время работы в Пермском университете был членом ученого совета ПГУ, читал курсы по истории химии и химической технологии, был председателем ГЭК на химическом факультете. В каждом вузе и НИИ умело вел научно-исследовательскую работу, руководил аспирантами.
С 1966 г. — академик Академии наук БССР, директор Института физико-органической химии АН БССР (1967—1972), председатель специализированного научного совета по защите докторских и кандидатских диссертаций (1972—1982); председатель научного совета АН БССР по реакционной способности и катализу (1972—1984), зав. лабораторией органического катализа Института физико-органической химии АН БССР (с 1973 г.), координатор республиканской научной проблемы «Оргсинтез-1» и «Оргсинтез-2» (1976—1985).

## Научная деятельность
Научные работы Козлова посвящены проблеме синтеза новых органических соединений и исследованию механизма действия гетерогенных и гомогенных катализаторов в этих процессах. Ученый предложил новый способ синтеза гетероциклических соединений, участвовал в разработке способа получения хлоропренового каучука, синтезировал новые физиологически активные вещества, антистатики для полимеров. Разработал новую реакцию гидроаминирования органических веществ азотистыми соединениями. Результаты исследований алюмоплатиновых катализаторов риформинга нефти внедрены в практику.
Козловым опубликовано 7 монографий, 810 научных статей, вместе с сотрудниками получено 200 авторских свидетельств на изобретение новых методов синтеза органических соединений, методов приготовления высокоэффективных катализаторов риформинга, на впервые синтезированные биологически активные соединения. Эти работы имели большое значение для развития каталитического органического синтеза и катализа, были широко известны в нашей стране и за рубежом.
Козловым подготовлено 54 доктора и кандидата химических наук (к 1977 г.).

## Награды
- Орден «Знак Почёта» (1961).
- орден Трудового Красного Знамени (1967).
- Государственная премия БССР в области науки и техники (1984).
- Почётная грамота Верховного Совета БССР (1984).